# Лабзин, Яков Иванович
Яков Иванович Лабзин (1827—1891) — русский купец-благотворитель. С 1849 года возглавлял платочную мануфактуру в посаде Павловском Богородского уезда. Компаньон прав. Василия Грязнова.
Благодаря ему и его сестрам в посаде Павловском была устроена женская община, которая со временем была преобразована в Покровско-Васильевский монастырь.
На Всероссийской мануфактурной выставке 1865 года в Москве богородские промышленники были представлены (в том числе):
· ткацкой и набивной фабрикой почетного гражданина и временно павловопосадского 1-й гильдии купца Якова Ивановича Лабзина и павловопосадского 2-й гильд. купца Василия Ивановича Грязнова, основанные: первая в 1848 г. и вторая в 1855 г., Рабочих на обеих фабриках 1222 чел. Выпускали: муслины и платки муслиновые бумажные и полушерстяные. Награждены серебряной медалью. В 1881 г. объединившаяся фирма получит Герб имени великой княгини Александры Петровны.
- Фабрика-мануфактура Лабзина
- Школа Лабзина и Грязнова